# Danny Ongais
Danny Ongais   (Kahului, 21 de maig de 1942 - Anaheim Hills, 26 de febrer de 2022) va ser un pilot de curses automobilístiques nord-americà que va arribar a disputar curses de Fórmula 1.

## A la F1
Danny Ongais va debutar a la quinzena cursa de la temporada 1977 (la 28a temporada de la història) del campionat del món de la Fórmula 1, disputant el 2 d'octubre del 1977 el G.P. dels Estats Units al circuit de Watkins Glen.
Va participar en un total de sis curses puntuables pel campionat de lta F1, disputades en dues temporades consecutives (1977 - 1978), aconseguint un setè lloc com millor classificació a una cursa i no assolí cap punt pel campionat del món de pilots.

## Resultats a la Fórmula 1
| Any  | Equip              | Xassís | Motor    | 1       | 2       | 3   | 4         | 5   | 6   | 7   | 8   | 9   | 10  | 11  | 12  | 13      | 14  | 15      | 16    | 17  | Posició | Punts |
| ---- | ------------------ | ------ | -------- | ------- | ------- | --- | --------- | --- | --- | --- | --- | --- | --- | --- | --- | ------- | --- | ------- | ----- | --- | ------- | ----- |
| 1977 | Interscope Racing  | Penske | Cosworth | ARG     | BRA     | SUD | O.USA     | ESP | MON | BEL | SUE | FRA | GBR | ALE | AUT | HOL     | ITA | USA Ret | CAN 7 | JAP | -       | 0     |
| 1978 | Team Tissot Ensign | Ensign | Cosworth | ARG Ret | BRA Ret | SUD |           |     |     |     |     |     |     |     |     |         |     |         |       |     | -       | 0     |
| 1978 | Interscope Racing  | Shadow | Cosworth |         |         |     | O.USA NVQ | MON | BEL | ESP | SUE | FRA | GBR | ALE | AUT | HOL NVQ | ITA | USA     | CAN   |     | -       | 0     |

### Resum
| Curses: | Victòries: | Pòdiums: | Poles: | Voltes ràpides: | Punts: |
| ------- | ---------- | -------- | ------ | --------------- | ------ |
| 6 (4)   | 0          | 0        | 0      | 0               | 0      |